# Nominoe
Nominoe ou Nomenoe (em francês:  Nominoë, em bretão:  Nevenoe; c. 800, Armórica - 7 de março de 851, Vendôme (arredores)) foi o primeiro duque da Bretanha de 846 até sua morte. Ele é o pater patriae bretão e para os nacionalistas bretões ele é conhecido como Tad ar Vro ("pai do país").

## Origens
Ele era o segundo filho do Conde Erispoe ou Erispoë de Poher, Rei de Browaroch (775–812), e irmão mais novo do Conde Riwallon ou Rivallon III de Poher (?–857).

## Ascensão e titulação
Depois que uma rebelião geral que envolveu todo o Império Carolíngio foi reprimida, uma assembleia geral foi realizada em Ingelheim em maio de 831. Foi provavelmente lá que o imperador Luís, o Piedoso, nomeou Nominoe, um bretão, para governar os bretões (que correspondiam a "quase toda" a Bretanha). Regino de Prüm em seu famoso Chronicon escreve, imprecisamente para o ano de 837, que:
Murmanus rex Brittonum moritur et Numenoio apud Ingelheim ab imperator ducatus ipsius gentis traditur.

Mormano, rei dos bretões, morreu e Numenoi [Nominoe] foi criado duque daquele mesmo povo pelo imperador em Ingelheim.
Nominoe foi um aliado fiel de Luís, o Piedoso, até a morte do imperador em 840. Ele apoiou Luís nas várias guerras civis da década de 830 e apoiou o mosteiro da Abadia de Redon, até mesmo ordenando que os monges orassem por Luís em vista da "disputa" do imperador. A base de poder de Nominoe estava em Vannetais e duas cartas se referem a ele como Conde de Vannes, embora não se saiba quando esse título foi mantido, seja em 819 ou em 834. Nominoe pode não ter possuído nenhuma terra fora de Vannes e sua capacidade de arrecadar receitas em territórios de língua bretã provavelmente não era maior do que a de qualquer outro aristocrata dessas regiões. Sua principal fonte de renda depois que rompeu com seu suserano foi a pilhagem de ataques em território franco e da espoliação de igrejas. Ele tinha autoridade política para exigir pagamento (wergild) na forma de terras de um homem que havia assassinado seu seguidor Catworet.
O título Duque da Bretanha é principalmente uma invenção do cronista do século X. Nominoe nunca teve um título do imperador, que se refere a ele em cartas como meramente fidelis, "fiel", ou como missus imperatoris, "emissário imperial", que provavelmente foi o título que lhe foi concedido em Ingelheim. Em cartas bretãs, Nominoe era conhecido inconsistentemente por vários títulos de fevereiro de 833 até sua morte:
- Nominoe magistro in Britanniam ("Nominoe, mestre na Bretanha")
- Nominoe possidente Brittanniam ("Nominoe, possuindo a Bretanha")
- Nominoe, governando toda a Bretanha
- Nominoe principe in Brittannia ("Nominoe, príncipe na Bretanha")
- regnante Nominoe na Bretanha ("Nominoe, reinando na Bretanha")
- Nominoe duce na Britânia ("Nominoe, duque na Bretanha")
- Duque Nomenoius ("duque Nominoe")
- Nominoius princeps ("Príncipe Nomino")
- Nomenogius Britto ("Breton Nominoe")

## Sucessão
Após sua morte, Nominoe foi sucedido por seu filho Erispoe. Nominoe foi enterrado na Abadia de Redon.